# Льнянек (Куявсько-Поморське воєводство)
Льнянек (пол. Lnianek) — село в Польщі, у гміні Льняно Свецького повіту Куявсько-Поморського воєводства.
У 1975-1998 роках село належало до Бидгощського воєводства.